# نیکولای دیکا
نیکولای دیکا (انگلیسی: Nicolae Dică؛ زادهٔ ۹ مهٔ ۱۹۸۰) یک بازیکن بازنشسته فوتبال اهل رومانی است.
از باشگاه‌هایی که در آن بازی کرده‌است می‌توان به استوا بخارست، و سی‌اف‌آر کلوژ، کاتانیا و باشگاه فوتبال ایراکلیس ۱۹۰۸ اشاره کرد.
وی همچنین در تیم ملی فوتبال رومانی بازی کرده‌است.